# 9176 Struchkova
9176 Struchkova eller 1990 VC15 är en asteroid i huvudbältet som upptäcktes den 15 november 1990 av den ryska astronomen Ljudmila Tjernych vid Krims astrofysiska observatorium på Krim. Den är uppkallad efter den ryska ballerinan Raisa S. Struchkova.
Asteroiden har en diameter på ungefär 7 kilometer.